# Bokok
Bokok es un mukim, o provincia, del distrito de Temburong, Brunéi. Está situado en el oeste de Temburong, hacia el noroeste de Mukim Bangar, con Mukim Amo al este, Sarawak (Malasia) al sur y Limbang, Sarawak (Malasia) al oeste .

## Áreas y divisiones
Mukim Bokok incluye las siguientes áreas y subdivisiones:
- Kampong Buda-Buda
- Kampong Belais
- Kampong Belais Kecil
- Kampong Paya Bagangan
- Kampong Bokok
- Kampong Meniup
- Kampong Bakarut
- Kampong Simbatang
- Kampong Rataie
- Kampong Perpindahan Rataie
- Kampong Rakyat Jati
- Kampong Kenua
- Kampong Lepong Baru
- Kampong Lepong Lama
- Kampong Semabat Bahagia
- Kampong Semabat
- Kampong Temada

- Datos: Q2491114
- Multimedia: Mukim Bokok / Q2491114